# Sydney International (Badminton)
Die Sydney International sind offene australische internationale Meisterschaften im Badminton. Austragungsort der Titelkämpfe ist Sydney. Das Turnier wurde erstmals 2014 ausgetragen. Vorläufer des Turniers waren die einmalig ausgetragenen Sydney Open 1995.

## Die Sieger
| Jahr      | Herreneinzel      | Dameneinzel          | Herrendoppel                                     | Damendoppel                                 | Mixed                                  |
| --------- | ----------------- | -------------------- | ------------------------------------------------ | ------------------------------------------- | -------------------------------------- |
| 1995      | Nunung Subandoro  | Han Jingna           | Davis Efraim Halim Haryanto                      | Peng Xinyong Zhang Jin                      | Halim Haryanto Indarti Issolina        |
| 1996 2013 | nicht ausgetragen | nicht ausgetragen    | nicht ausgetragen                                | nicht ausgetragen                           | nicht ausgetragen                      |
| 2014      | Riichi Takeshita  | Yuki Fukushima       | Bao Zilong Qi Shuangshuang                       | Yuki Fukushima Sayaka Hirota                | Sawan Serasinghe Setyana Mapasa        |
| 2015      | Nguyễn Tiến Minh  | Pornpawee Chochuwong | Jagdish Singh Roni Tan                           | Jongkolphan Kititharakul Rawinda Prajongjai | Robin Middleton Leanne Choo            |
| 2016      | Lu Chia-hung      | Shiori Saito         | Lee Fang-chih Lee Fang-jen                       | Yuho Imai Haruka Yonemoto                   | Yang Ming-tse Lee Chia-hsin            |
| 2017      | Lin Chun-yi       | Hung En-tzu          | Yohan Hadikusumo Wiratama Albertus Susanto Njoto | Hung En-tzu Lin Jhih-yun                    | Ye Hong-wei Teng Chun-hsun             |
| 2018      | Riichi Takeshita  | Ayumi Mine           | Hiroki Okamura Masayuki Onodera                  | Lee Chih-chen Liu Chiao-yun                 | Tadayuki Urai Rena Miyaura             |
| 2019      | Yusuke Onodera    | Kisona Selvaduray    | Chen Xin-yuan Lin Yu-chieh                       | Cheng Yu-chieh Tseng Yu-chi                 | Peter Gabriel Magnaye Thea Marie Pomar |
| 2020 2021 | nicht ausgetragen | nicht ausgetragen    | nicht ausgetragen                                | nicht ausgetragen                           | nicht ausgetragen                      |
| 2022      | Lin Chun-yi       | Sung Shuo-yun        | Lee Fang-chih Lee Fang-jen                       | Sung Shuo-yun Yu Chien-hui                  | Chen Xin-yuan Yang Ching-tun           |
| 2023      | Ting Yen-chen     | Jaslyn Hooi          | Chen Cheng-kuan Chen Sheng-fa                    | Setyana Mapasa Angela Yu                    | Chen Sheng-fa Lin Jhih-yun             |
| 2024      | Huang Ping-hsien  | Tung Ciou-tong       | Hiroki Midorikawa Kyohei Yamashita               | Hsu Yin-hui Lin Jhih-yun                    | Chen Cheng-kuan Hsu Yin-hui            |